# Evelyn García
Evelyn Yessenia García Marroquín (nascida em 29 de dezembro de 1982, em Santa Ana) é uma ciclista salvadorenha. É especialista em ciclismo de estrada e pista.

## Carreira
García competiu nos Jogos Olímpicos de Verão de 2004, 2008, 2012 e nos Jogos Pan-Americanos de 2015.